# Aboma etheostoma
Aboma etheostoma е вид лъчеперка от семейство Попчеви (Gobiidae), единствен представител на род Aboma.

## Разпространение
Видът е разпространен в Гватемала, Колумбия, Коста Рика, Мексико, Никарагуа, Панама, Салвадор и Хондурас.